# Canal Saint-Martin
Le canal Saint-Martin est un canal de 4,55 km de long situé essentiellement dans les 10e et 11e arrondissements de Paris. Il relie le bassin de la Villette — et au-delà le canal de l'Ourcq — au port de l'Arsenal (le port de plaisance de Paris) qui communique avec la Seine. C'est un canal de petit gabarit destiné, à l'origine, à l'adduction d'eau potable dans la capitale. Inauguré en 1825, il comporte neuf écluses et deux ponts tournants pour une dénivellation totale de 25 m.
Avec le canal de l'Ourcq, le bassin de la Villette et le canal Saint-Denis, il constitue le réseau des canaux parisiens, long de 130 km, qui appartient à la Ville de Paris. Le canal Saint-Martin est inscrit monument historique depuis le 23 février 1993.
Ce site est desservi par les stations de métro Bastille, Bréguet – Sabin, Richard-Lenoir, Oberkampf, République, Goncourt, Jacques Bonsergent, Gare de l'Est, Château-Landon, Colonel Fabien, Louis Blanc et Jaurès.

## Tracé

### Description

Plan du canal Saint-Martin.

L'entrée du canal est constituée par la double écluse de la Villette située place de la Bataille-de-Stalingrad, près de la rotonde de la Villette.
Dans sa partie à ciel ouvert, il est bordé par les quais de Valmy et de Jemmapes, au bord duquel se trouve l’hôtel du Nord, rendu célèbre par le roman d'Eugène Dabit et du film du même nom de Marcel Carné (1938). Pourtant, le film a été tourné aux studios de Billancourt où le décor du canal a été reconstitué par Alexandre Trauner.
Le bassin Louis-Blanc est supporté par un lit maçonné qui repose sur des pilotis. Quand on décida d'enterrer le canal, il fallut en abaisser le lit, le sous-sol étant gypseux à cet endroit. Il fallut donc couler des piliers de 16 m de profondeur, tous les 10 m environ. Mais l'eau a progressivement dissous le terrain et le canal repose désormais sur un vide.
Le canal Saint-Martin est ensuite couvert sur 1 800 m, à partir du boulevard Jules-Ferry (voûte du Temple réalisée en 1907). Il passe ensuite sous le boulevard Richard-Lenoir (voûte Richard Lenoir construite entre 1860 et 1862), et enfin sous la place de la Bastille (voûte de la Bastille réalisée en 1862) pour s'ouvrir sur le port de l'Arsenal.
Les voûtes Richard Lenoir et du Temple sont percées d'oculi de ventilation. Ils permettent également l'éclairage naturel du tunnel.

Galerie de photographies
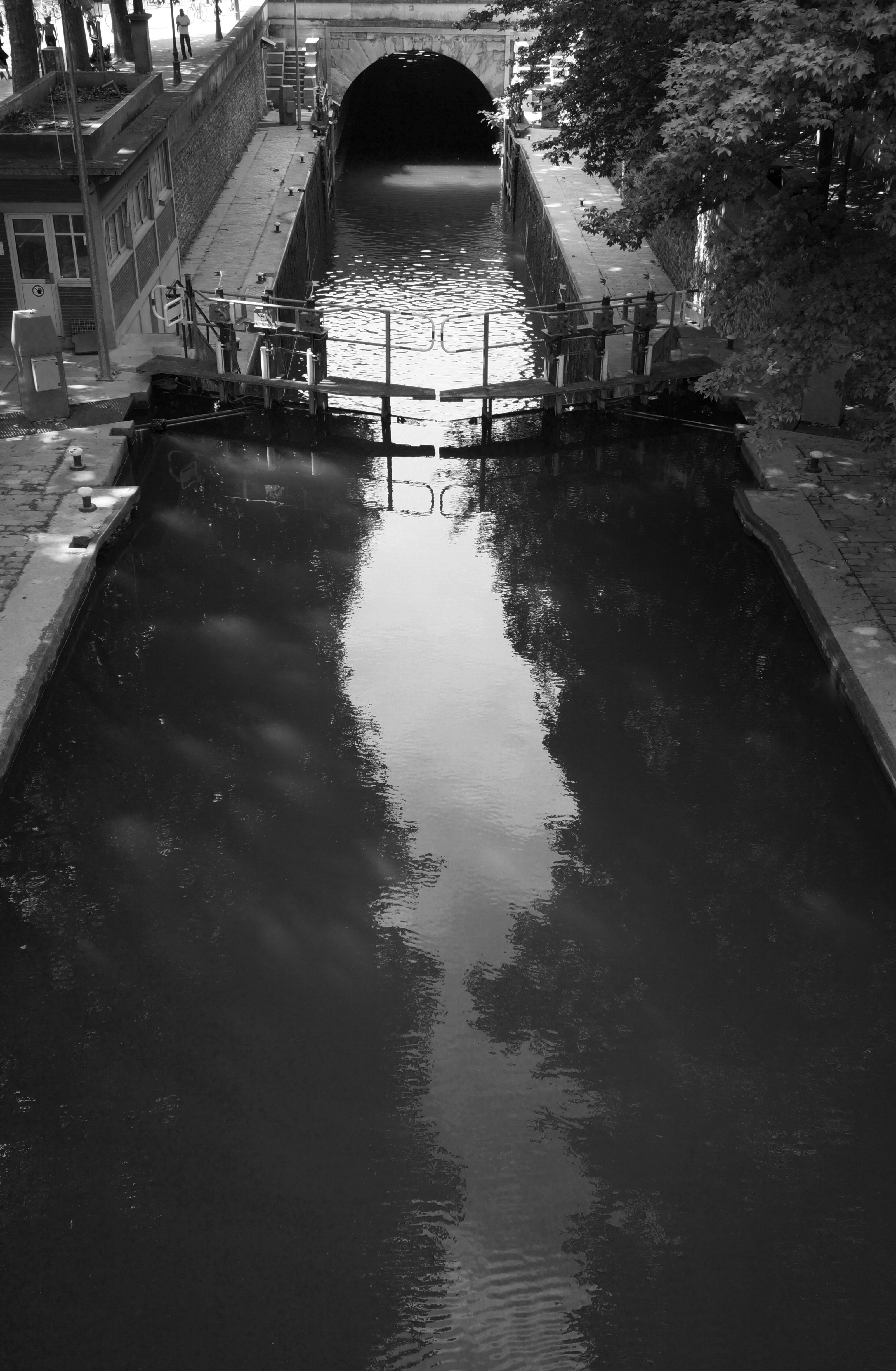
Double écluse de la Villette.
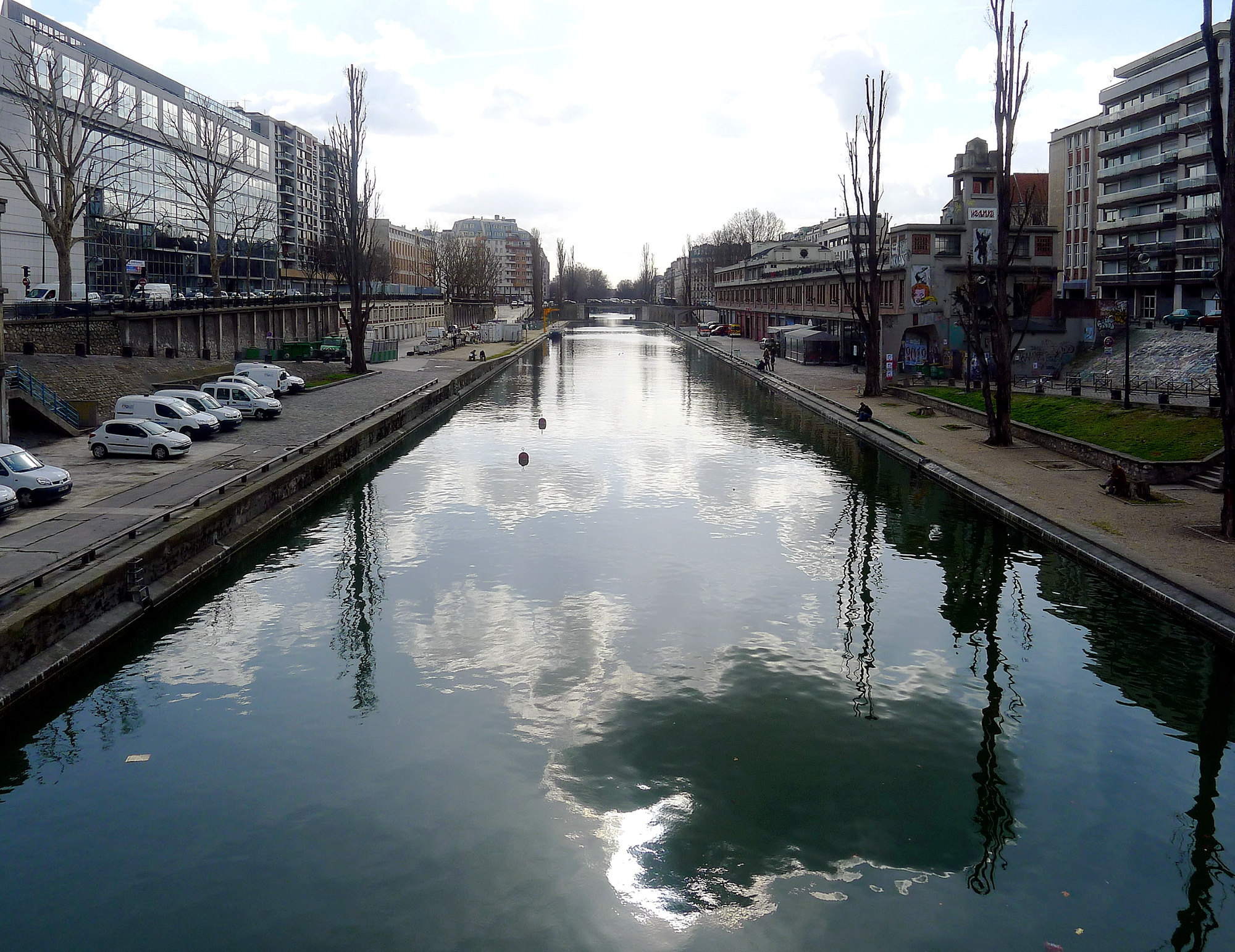
Début du canal Saint-Martin, vu depuis la place de la Bataille-de-Stalingrad.
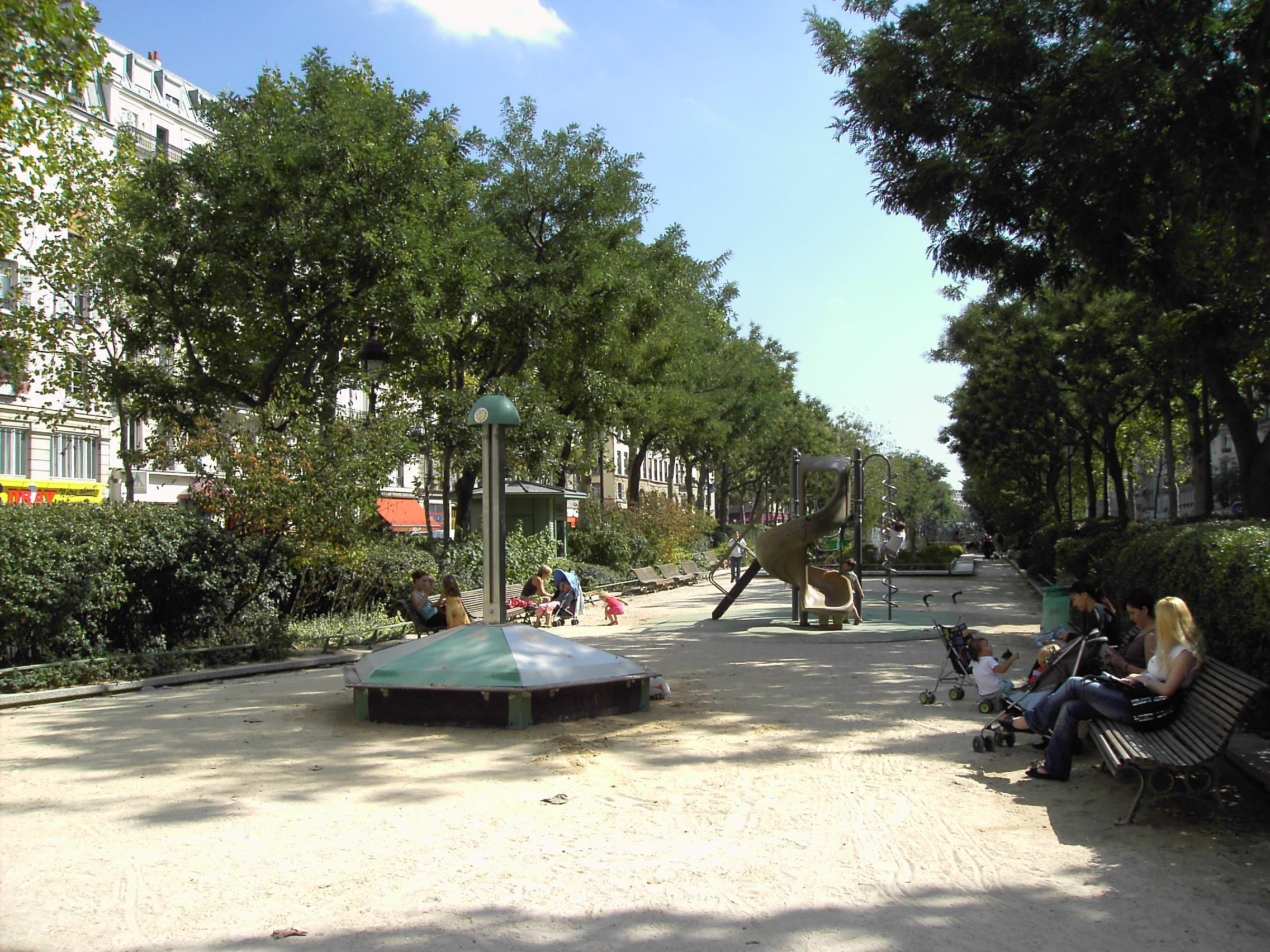
Boulevard Jules-Ferry, où le canal est couvert.
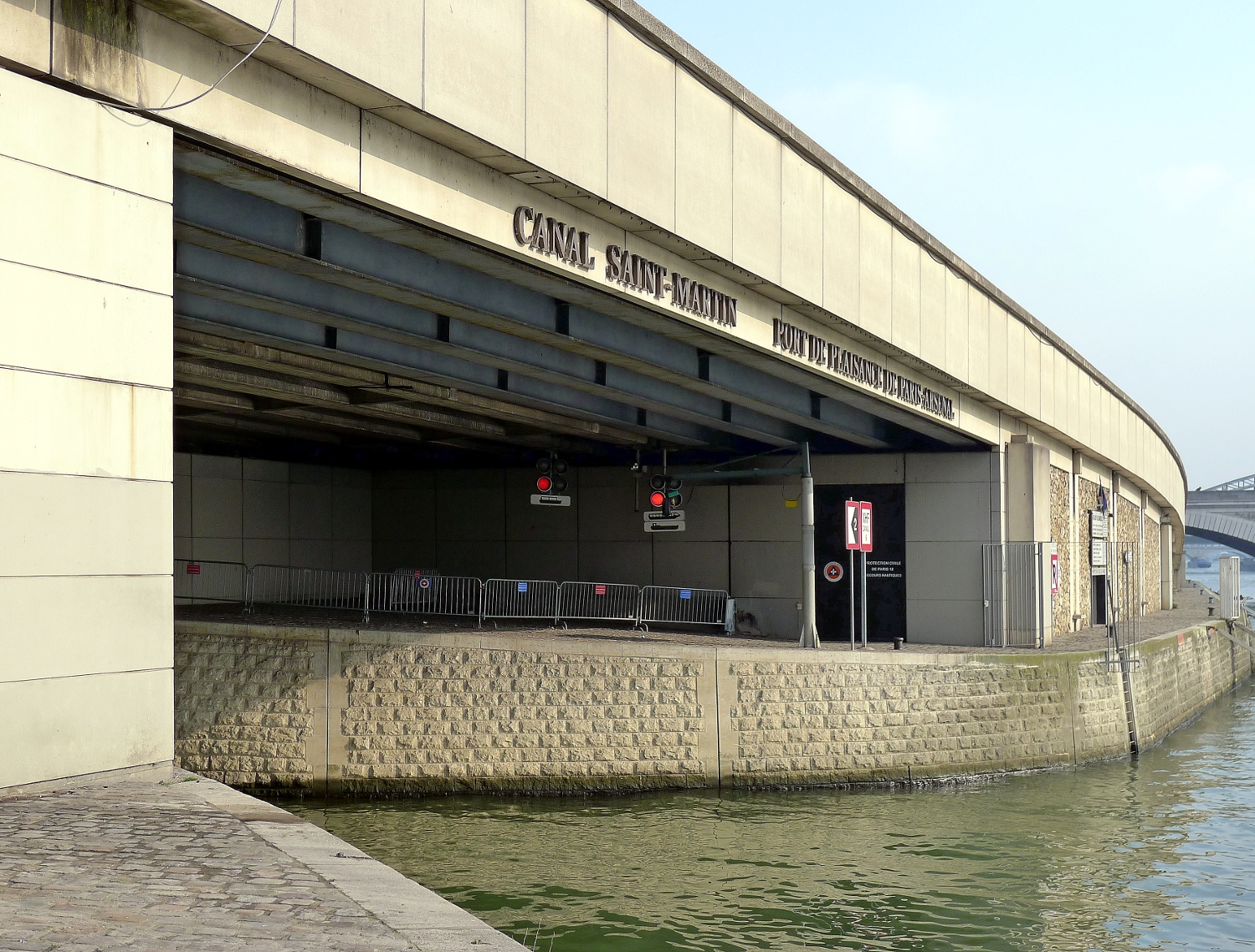
Entrée du canal par la Seine.
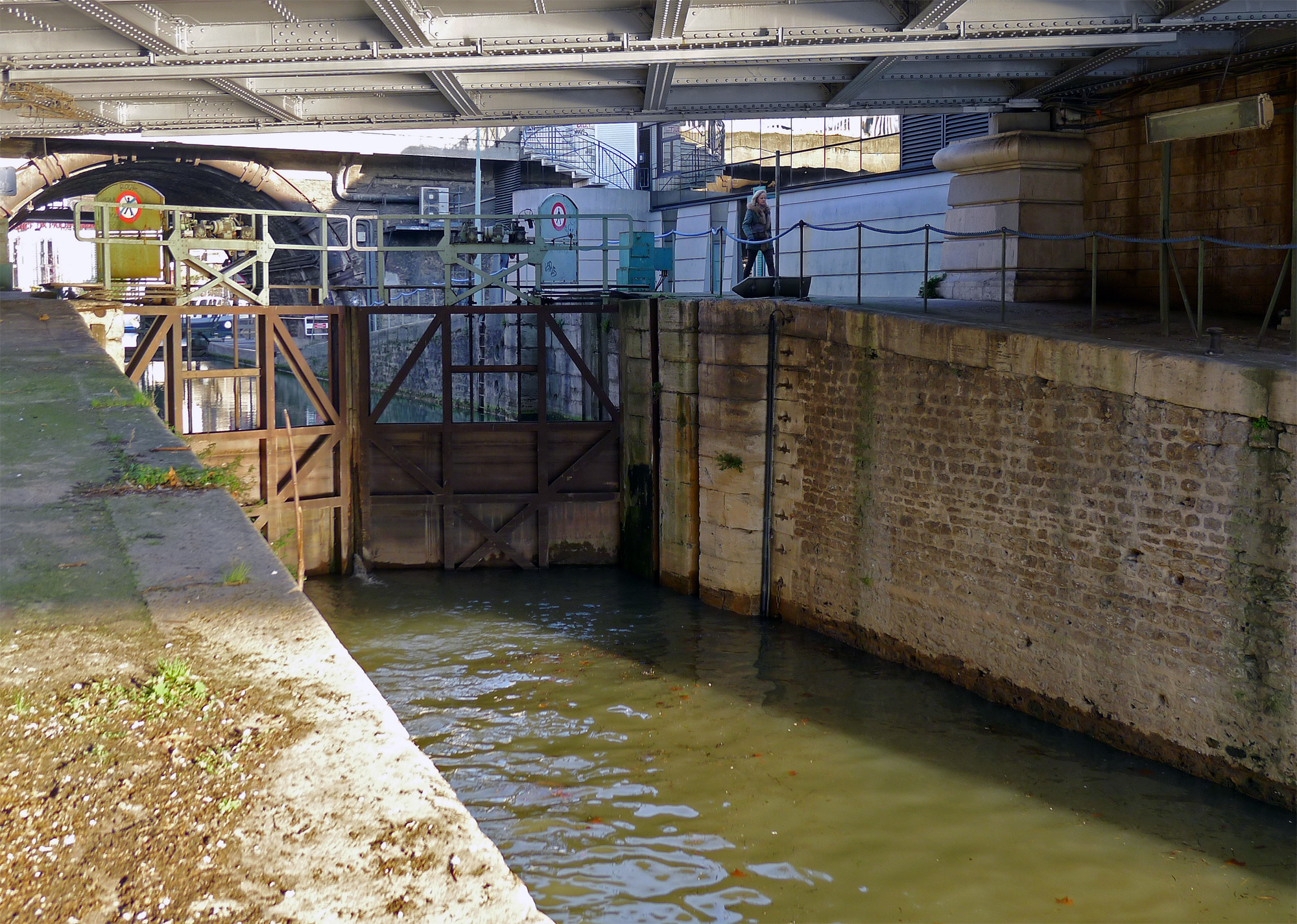
Écluse entre la Seine et le port de l'Arsenal.
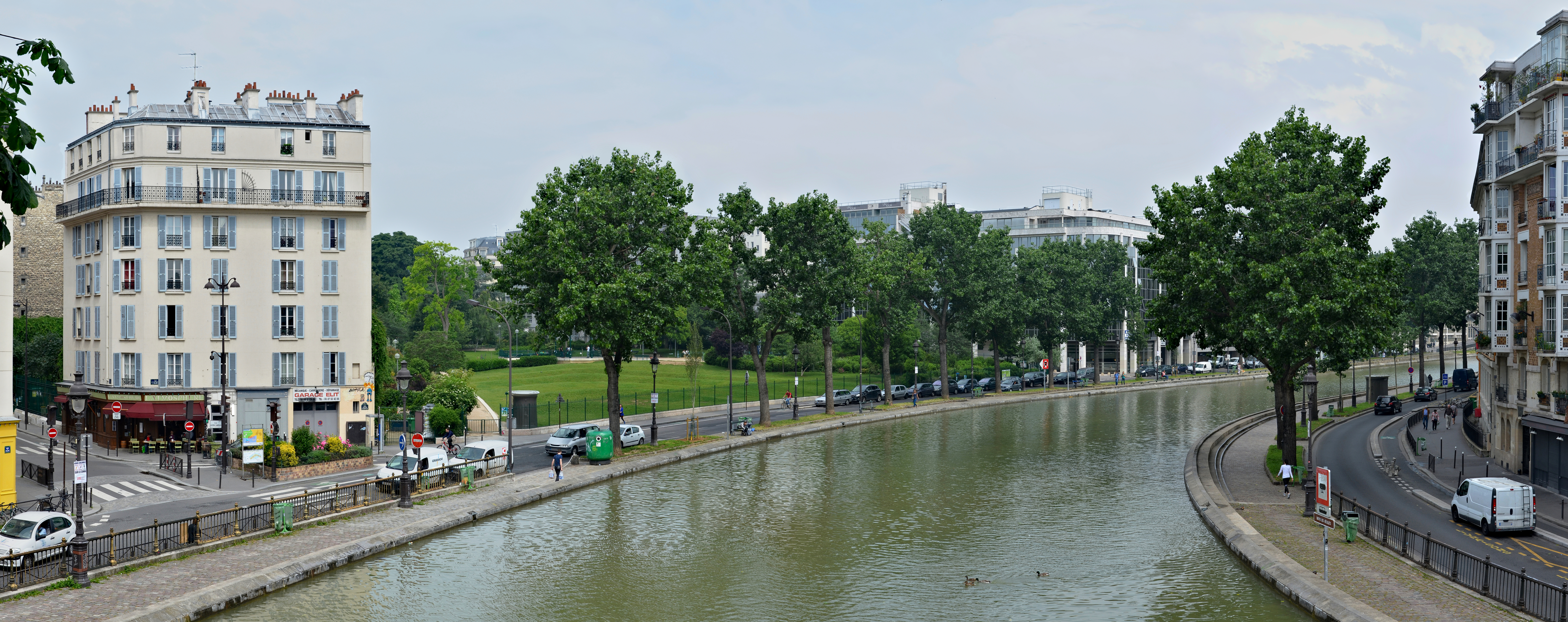
Bassin des Récollets depuis la passerelle Bichat.
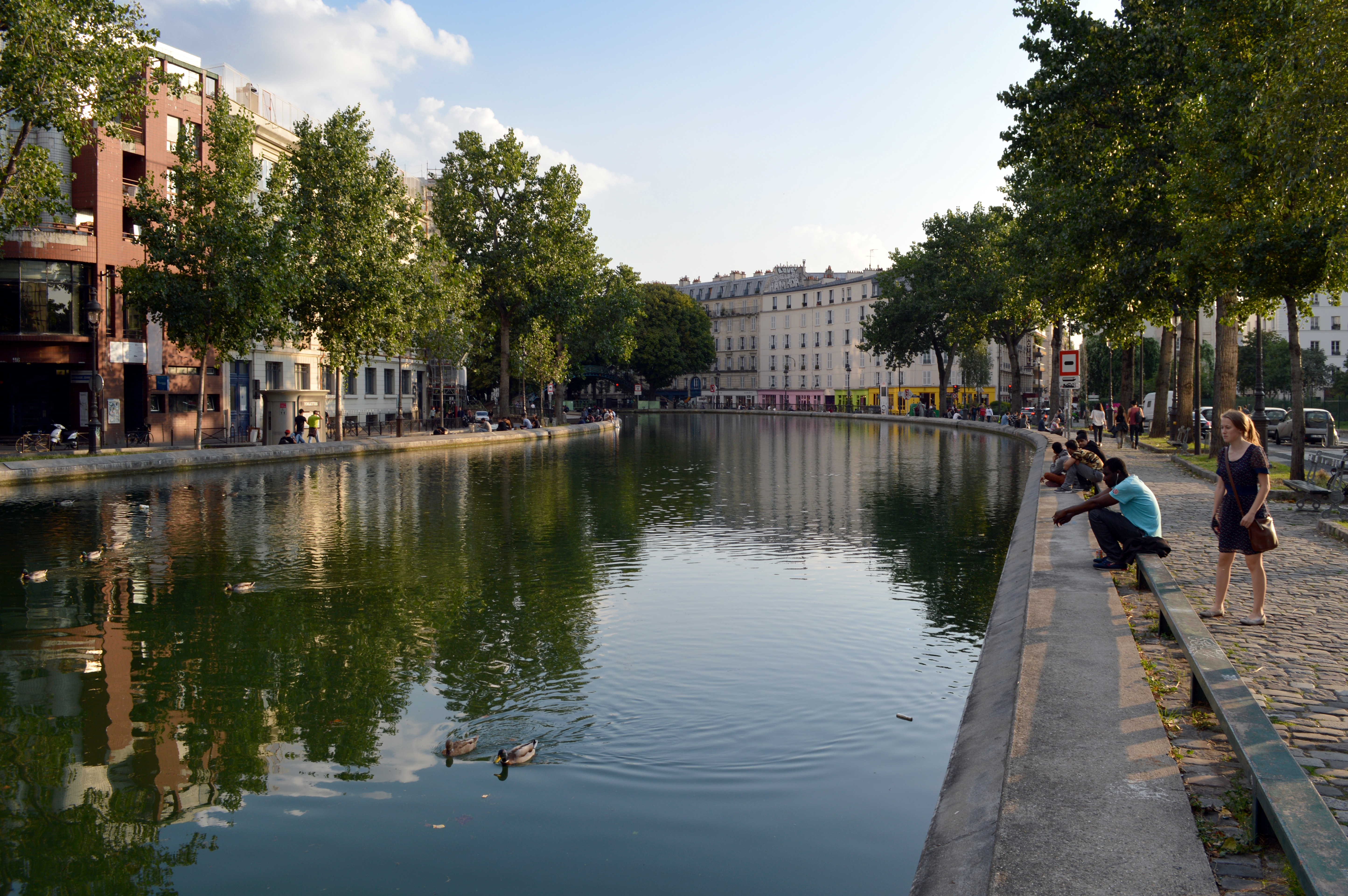
Bassin des Récollets.

### Bassins
Le canal comporte plusieurs bassins :
- bassin des Morts ;
- bassin du Combat ;
- bassin Louis-Blanc ;
- bassins des Récollets ;
- bassin des Marais.

Ils sont séparés par cinq écluses dont quatre sont doubles :
- écluse de La Villette (no 1 et 2) ;
- écluse des Morts (no 3 et 4) ;
- écluse des Récollets (no 5 et 6) ;
- écluse du Temple (no 7 et 8) ;
- écluse de l'Arsenal (no 9).

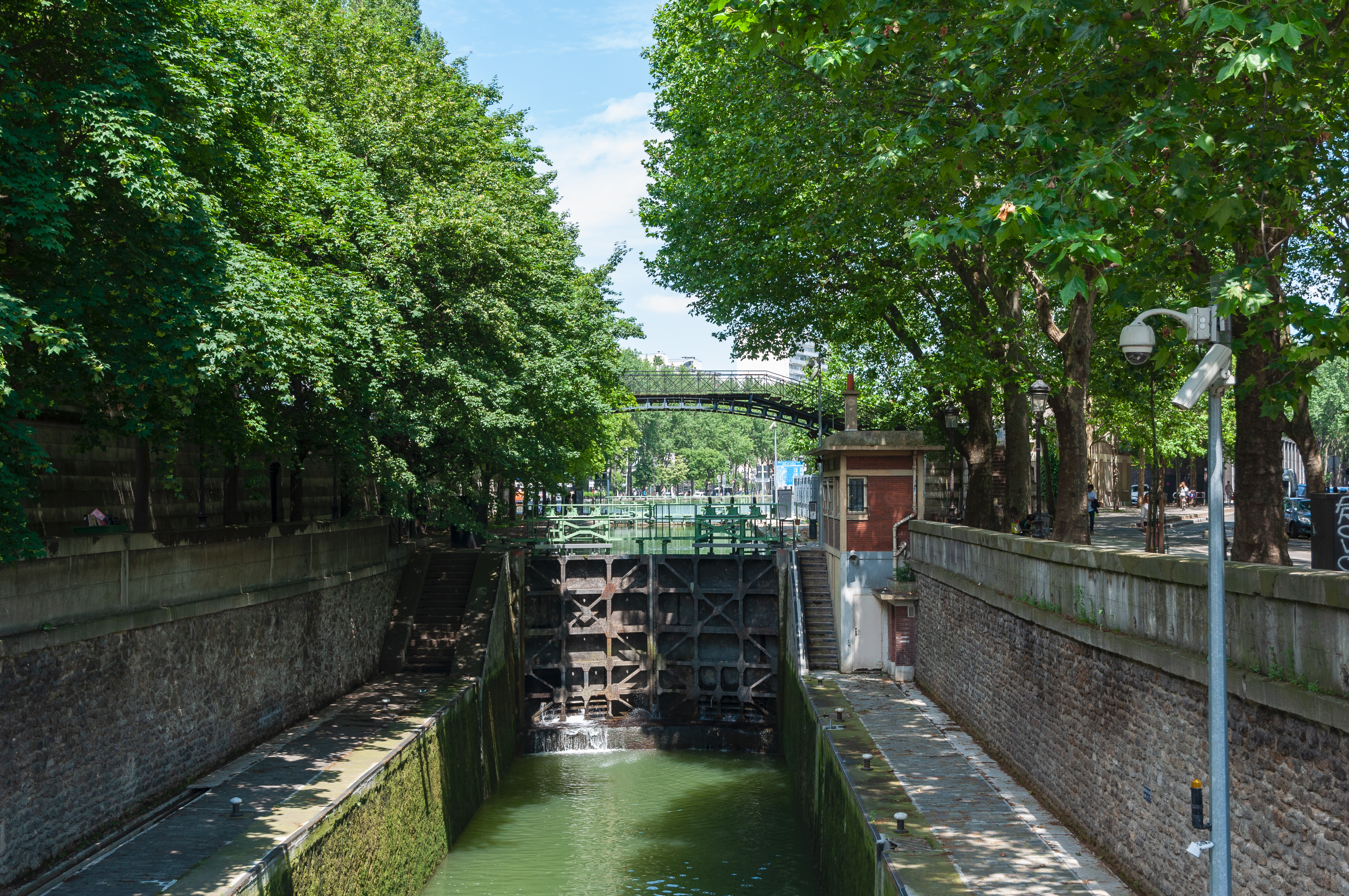
Une écluse double du canal.
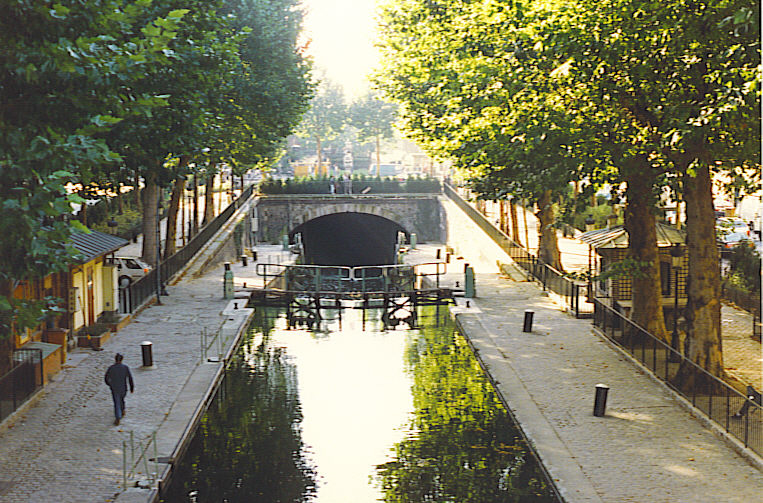
Écluse du Temple et entrée nord du tunnel.
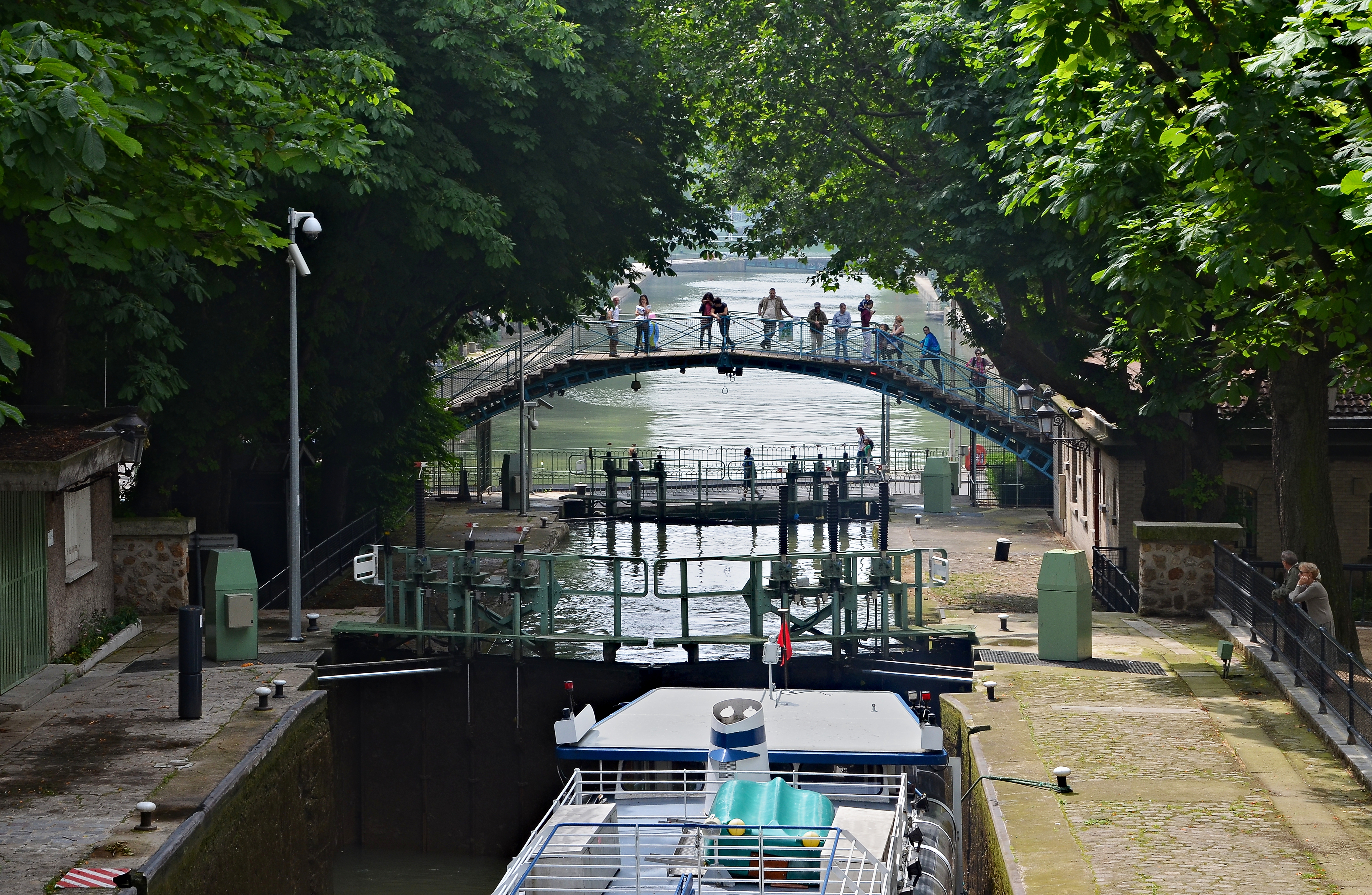
Les écluses des Récollets vues de passerelle Michèle-Morgan.
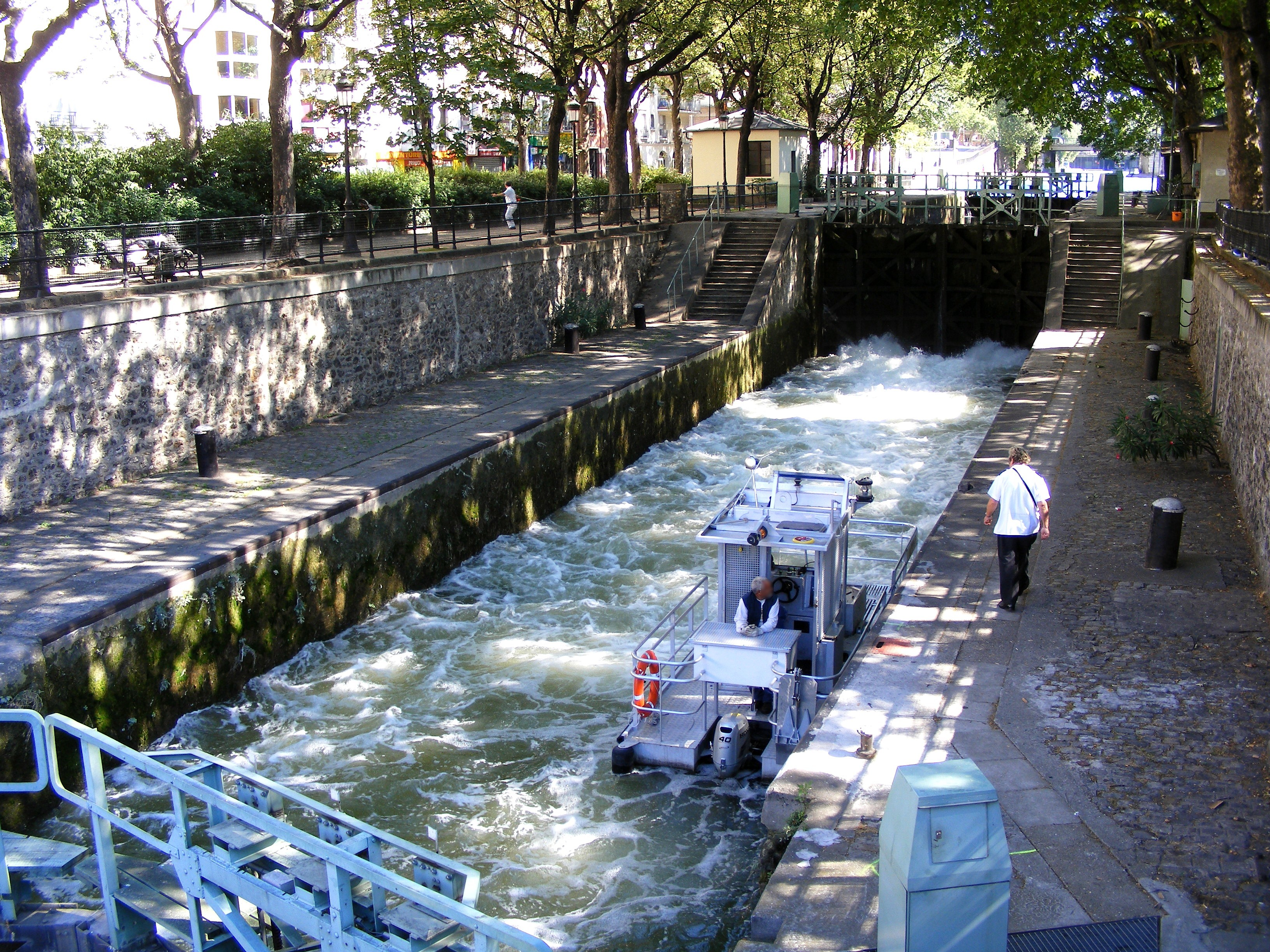
Écluse en fonctionnement.

### Ponts et passerelles
La traversée du canal s'effectue par deux ponts tournants, deux ponts fixes pour les voitures et par des passerelles piétonnes :
- passerelle des écluses de la Villette ;
- pont Maria-Pacôme, anciennement pont de la rue Louis-Blanc ;
- pont Maria-Casarès, anciennement pont Eugène-Varlin ;
- passerelle Michèle-Morgan, anciennement passerelle Bichat ;
- pont Hélène-Duc, anciennement pont tournant de la Grange-aux-Belles ;
- passerelle Arletty, anciennement passerelle de la Grange-aux-Belles ;
- passerelle Emmanuelle-Riva, anciennement passerelle Richerand ;
- pont Bernadette-Lafont, anciennement pont tournant de la rue Dieu ;
- passerelle Maria-Schneider, anciennement passerelle Alibert ;
- passerelle Jane-Birkin, anciennement passerelle des Douanes (ou passerelle de la Douane 1860).

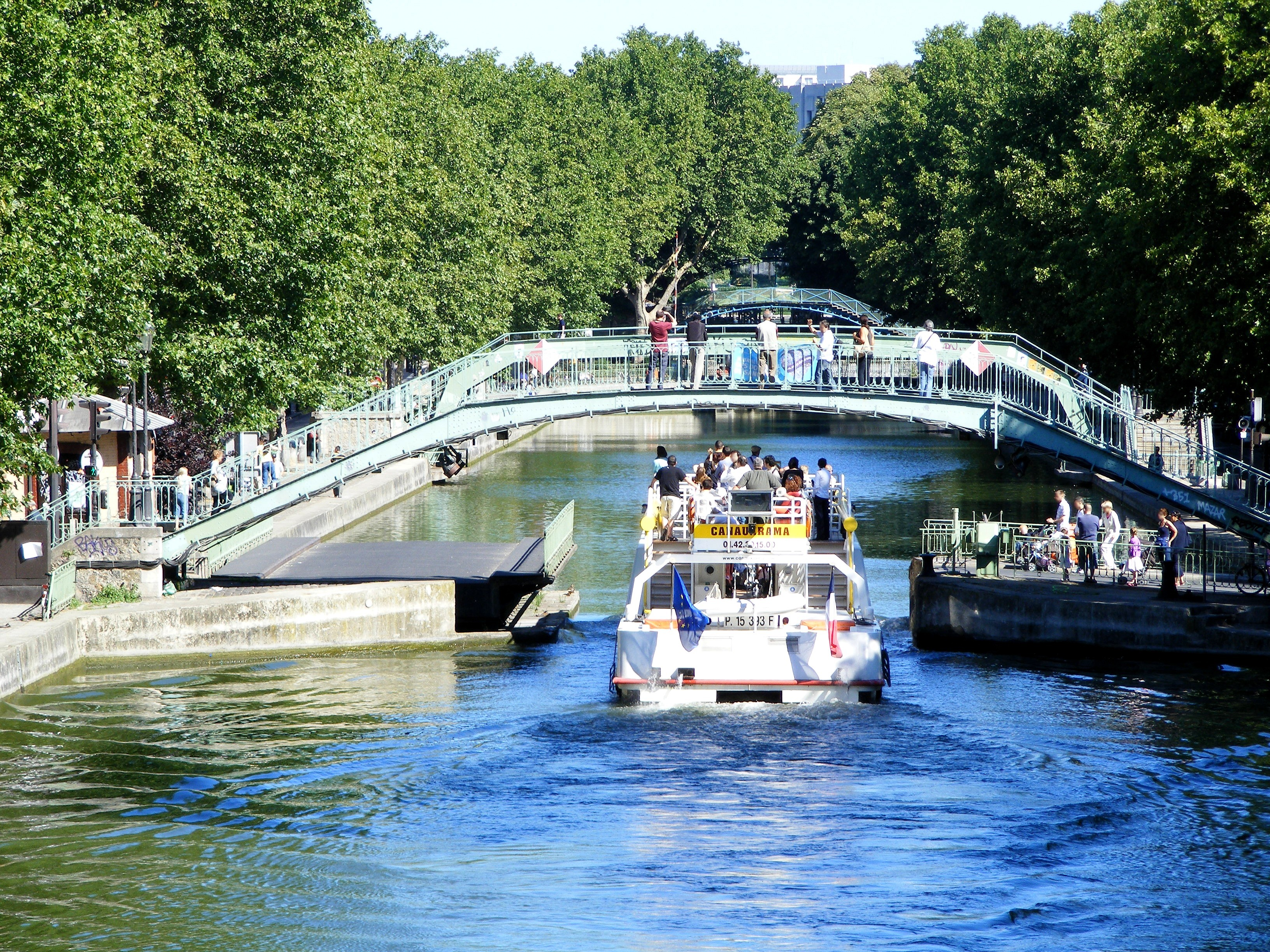
Vue vers le pont Bernadette-Lafont.
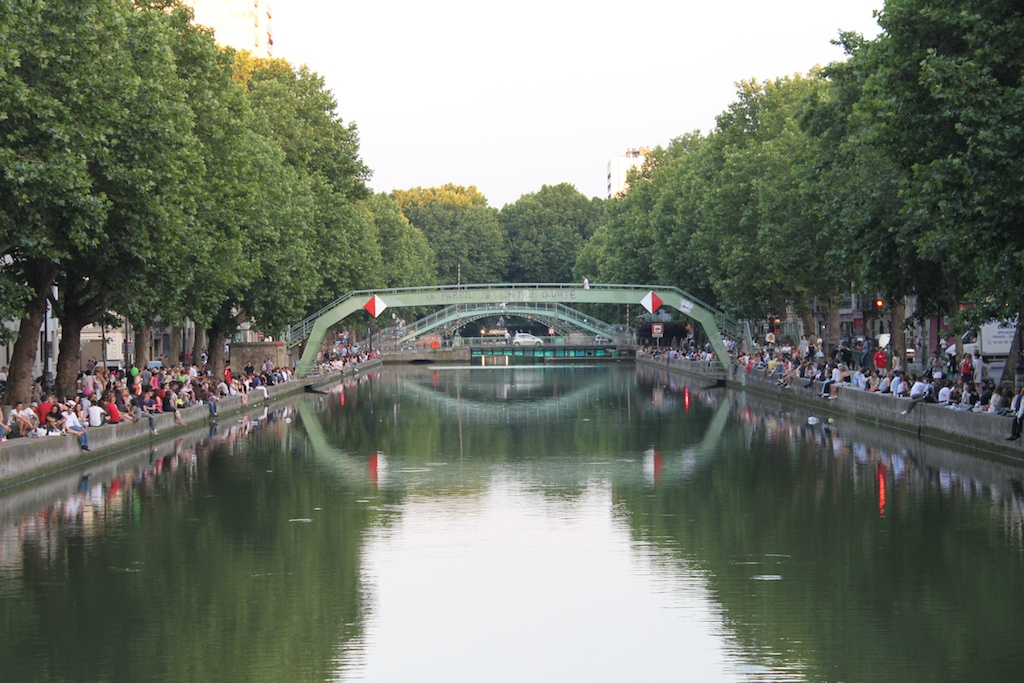
Vue vers la passerelle Emmanuelle-Riva.
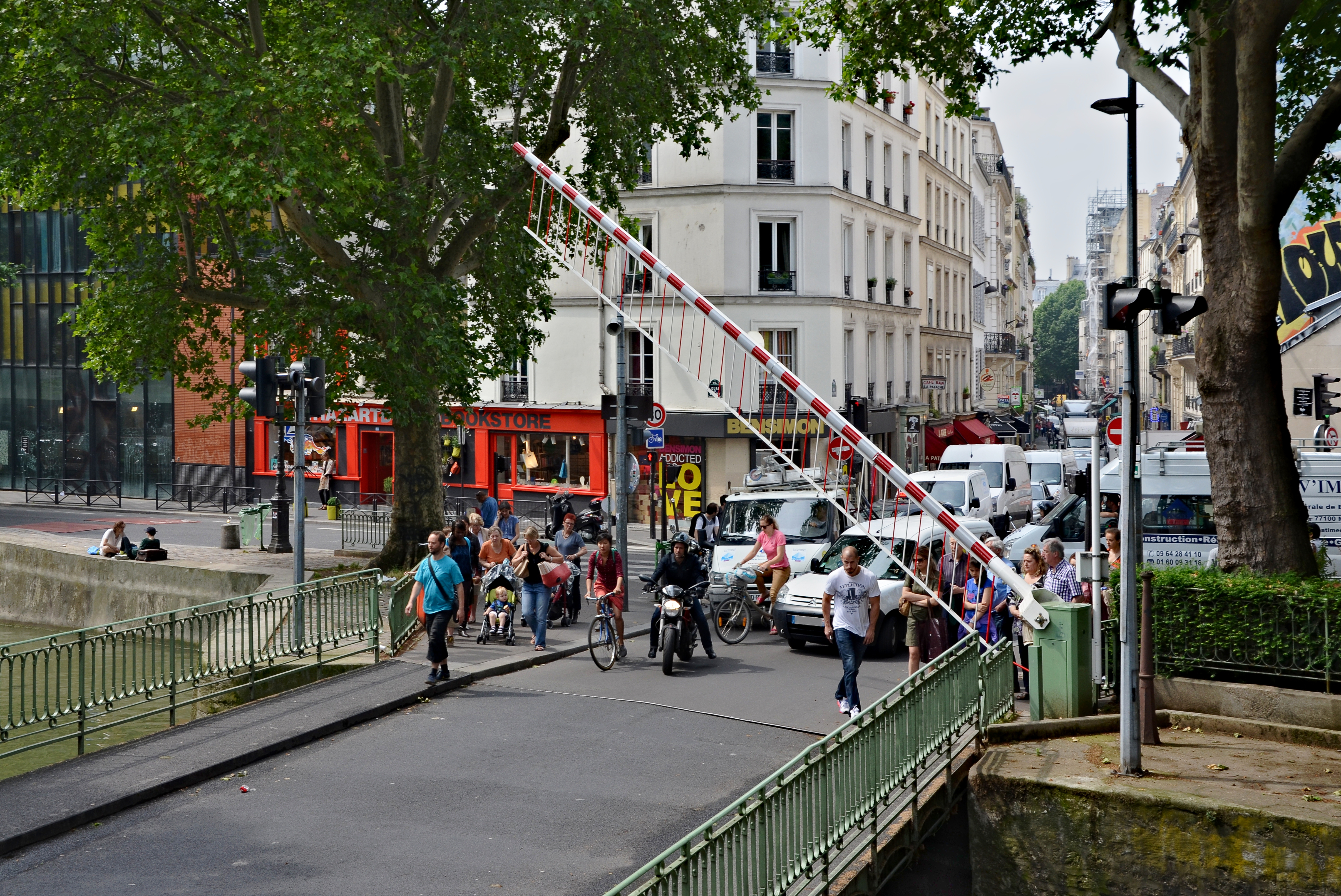
Ouverture du pont Hélène-Duc.

## Historique

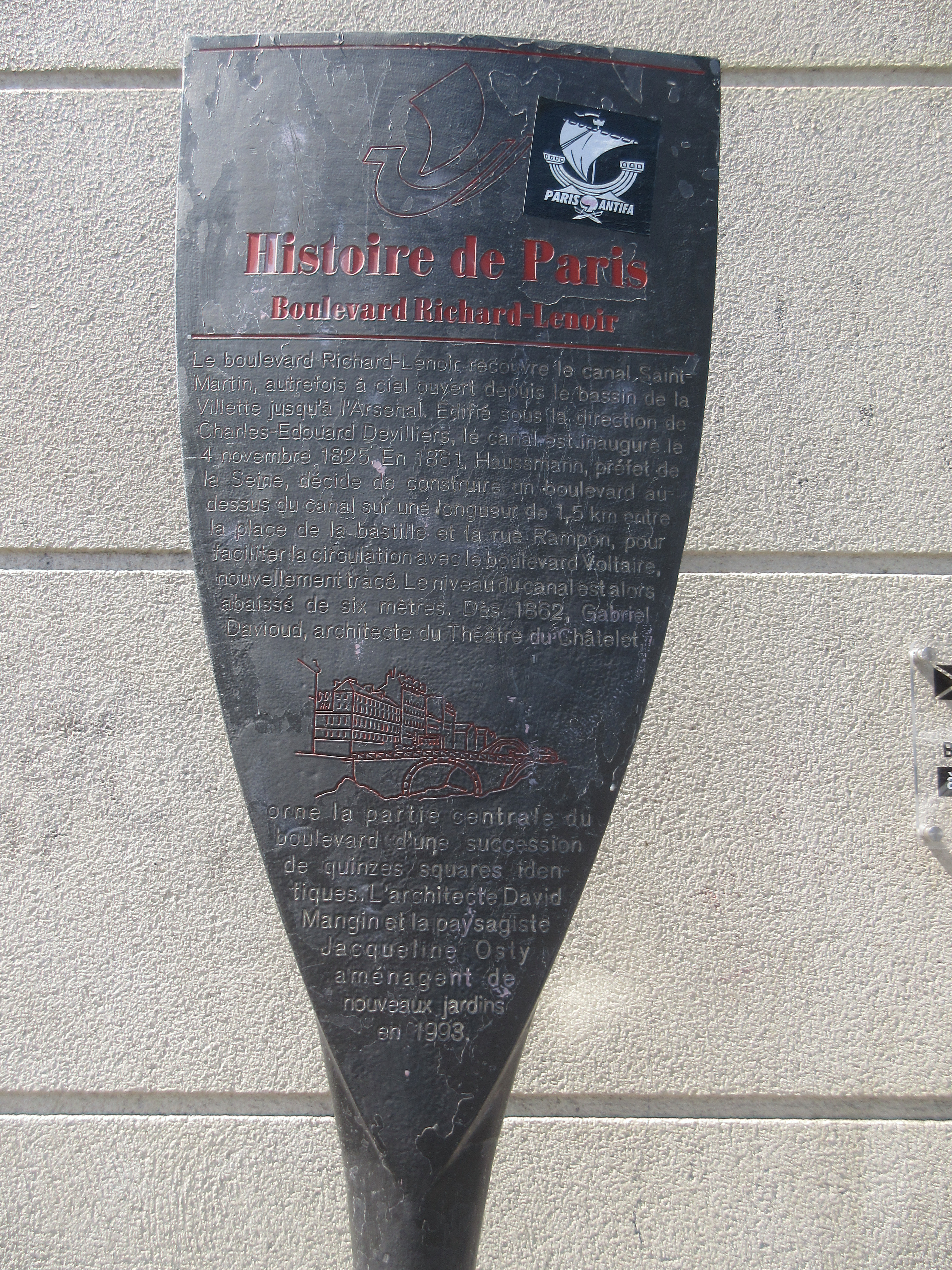
Panneau Histoire de Paris « Boulevard Richard-Lenoir »
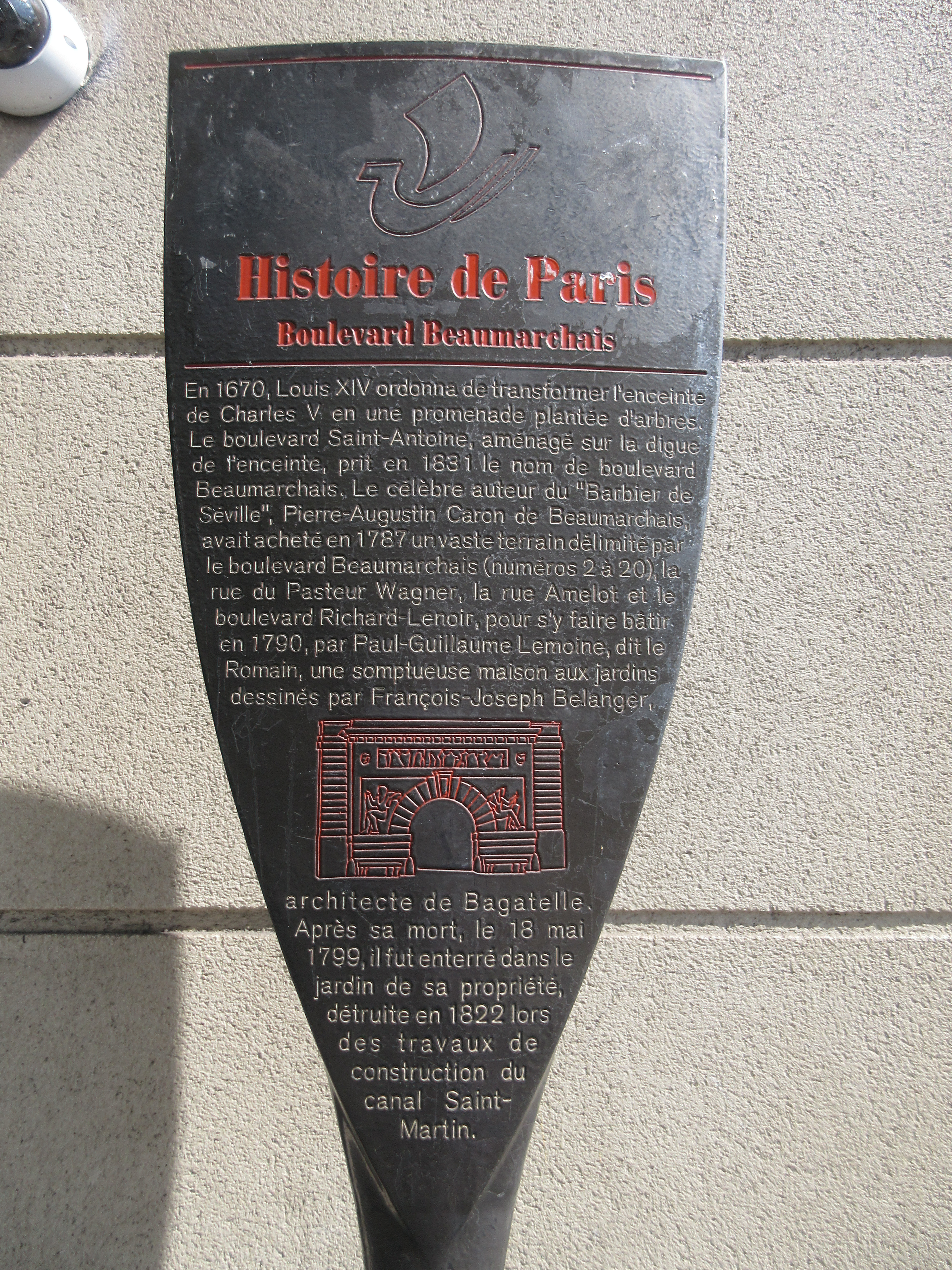
Panneau Histoire de Paris « Boulevard Beaumarchais »
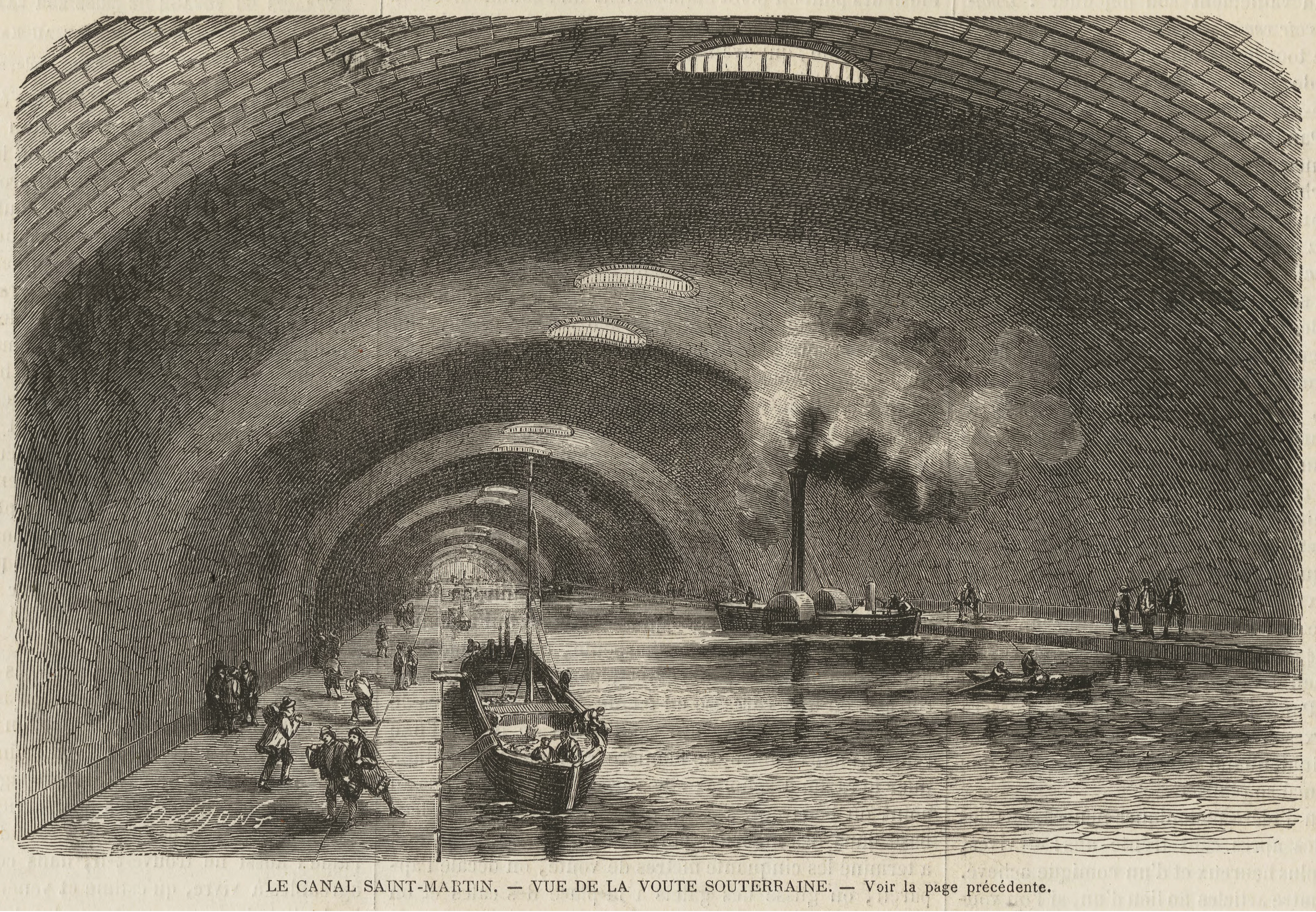
Canal Saint-Martin : vue de la voûte souterraine, 1862.

Sous l'Ancien Régime, les Parisiens ne bénéficient que d'un faible approvisionnement en eau potable et souvent de mauvaise qualité (pollution de la Bièvre, de la Seine), malgré l'existence d'aqueducs et de puits.
Napoléon Bonaparte, alors Premier consul, décide, en 1802, de remédier à cette situation afin d'éviter de nouvelles épidémies dues aux mauvaises conditions d'hygiène (dysenterie, choléra). Gaspard de Chabrol, le préfet de la ville de Paris, propose alors que l'on reprenne un projet de canalisation de l'Ourcq (prenant sa source à une centaine de kilomètres au nord-est de Paris) datant déjà du XVIe siècle.
La création du canal Saint-Martin est décidée par la loi du 29 floréal an X, avec celle des canaux Saint-Denis et de l'Ourcq. Leur construction est retardée par la situation de la France entre 1809 et 1815. Puis Louis XVIII relance le projet en y confirmant l'ingénieur Pierre-Simon Girard. Il faut trouver des financements : le préfet Chabrol propose de recourir à des capitaux privés. En 1818, la Compagnie des Canaux de Paris se crée. Elle remporte l'adjudication ouverte par la Ville de Paris en novembre 1821 pour la construction du canal Saint-Martin en concession privée, pour un montant de 5,4 millions de francs de l'époque. Aussitôt, une nouvelle compagnie, la Compagnie du canal Saint-Martin, est créée pour mener à bien le chantier. Le préfet de la Seine pose la première pierre le 3 mai 1822. Le nouveau canal est inauguré par Charles X le 4 novembre 1825.

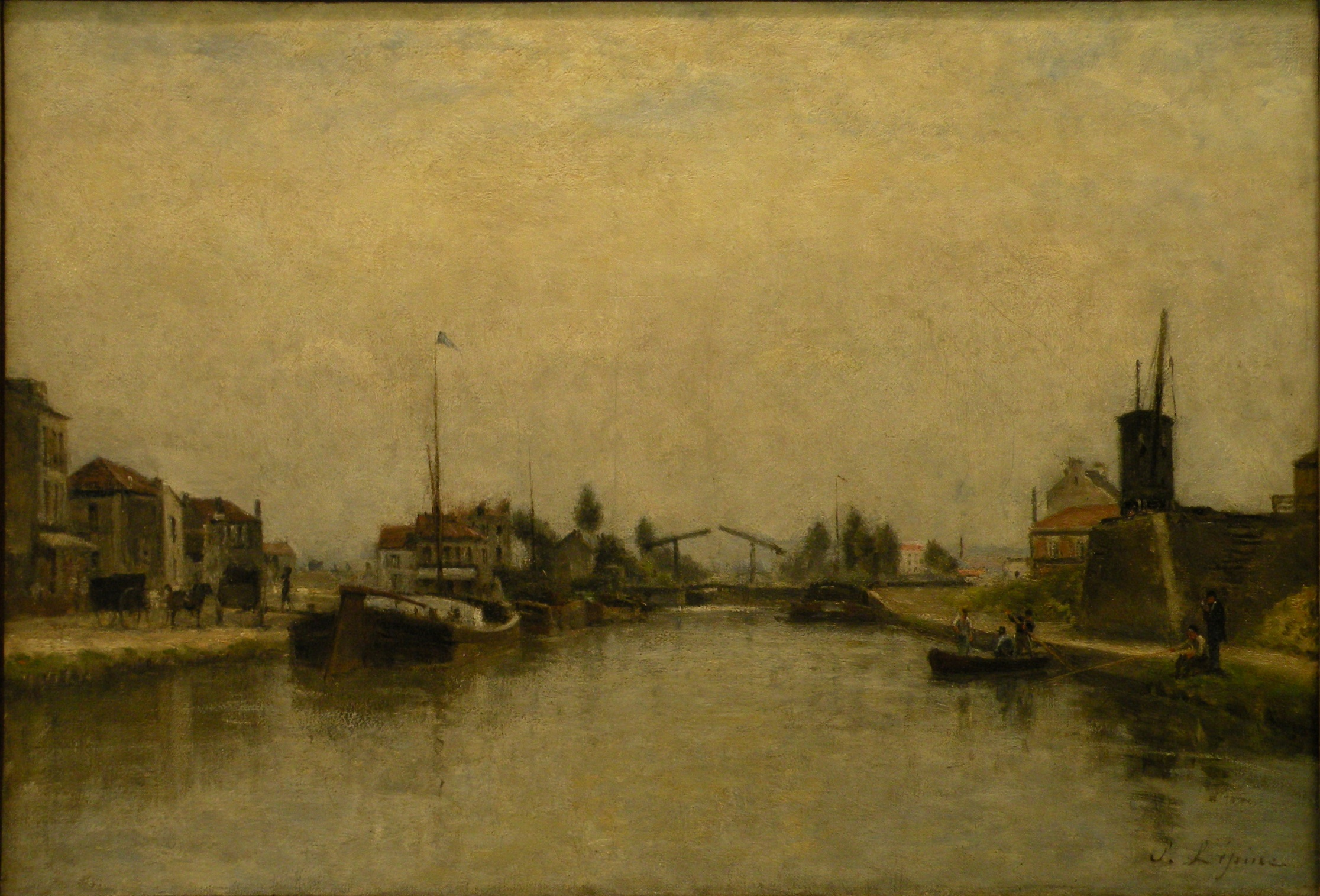
Le Canal Saint-Martin
Stanislas Lépine (1835-1892)
Musée André-Malraux, Le Havre.

En 1860, Georges Eugène Haussmann, préfet de la Seine, inclut le canal Saint-Martin à ses projets de modernisation et d’extension de la ville. Le canal à l’air libre étant une coupure qui gêne la circulation terrestre entre le centre de Paris et les nouveaux arrondissements du nord-est. Le canal est alors recouvert en partie par des voûtes notamment boulevard Richard-Lenoir. La couverture permet de faciliter le déplacement des troupes et les charges de cavalerie dans ces quartiers populaires dont le pouvoir se méfiait. Afin de permettre la poursuite de la navigation sous les voûtes, le niveau du canal est abaissé de 5,5 m. Dès 1862, des remorqueurs à vapeur tirent les premières péniches passant sous ces voûtes. En 1908, le recouvrement est prolongé pour créer l'actuel boulevard Jules-Ferry.
Entre 1858 et 1865, une forte sécheresse manque de paralyser la navigation sur les canaux. Le décret impérial du 11 avril 1866 autorise la Ville de Paris à puiser dans la Marne le volume d’eau nécessaire pour maintenir le débit du canal de l'Ourcq, qui alimente le canal Saint-Martin. Les usines élévatoires de Villers-lès-Rigault et de Trilbardou sont construites à cet effet. Cette dernière permet de relever l’eau de 12 m pour combler la différence de niveau entre la Marne et le canal.
En 1882, le bassin de la Villette était le 4e port français après Marseille, Le Havre et Bordeaux.

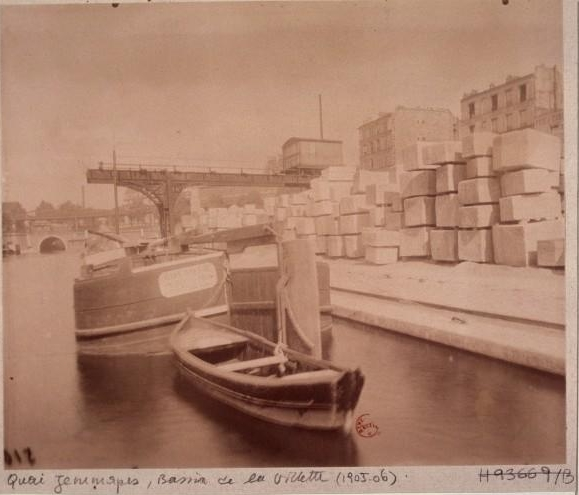
Le quai de Jemmapes vers 1905-1906, par Eugène Atget : un port actif.

Le canal connaît son âge d'or du XIXe siècle au milieu du XXe siècle, et la circulation y est intense : le canal Saint-Martin apporte non seulement de l'eau potable à la ville, mais aussi des marchandises, de l'approvisionnement (céréales) et des matériaux de construction jusque dans le cœur de Paris. Les deux principaux ports disponibles sur le tracé du canal intra-muros sont le port de l'Arsenal et le bassin de la Villette.
Jusque dans les années 1920, le halage se fait par traction humaine (plus économique que la traction animale) avant de décliner lors de l'apparition des péniches de grand gabarit.
La concurrence des autres modes de transport, routier et ferroviaire, met à mal le transport fluvial dès les années 1960, causant une chute du trafic sur les canaux parisiens et, par conséquent, une disparition des usines, entrepôts et ateliers, ainsi que de la population ouvrière longeant le canal.
Dans les années 1960, le canal faillit disparaître lorsque le Conseil de Paris voulut adopter un projet d'autoroute urbaine à quatre voies qui devait emprunter son tracé, dans le cadre du plan autoroutier pour Paris. Il en est d'ailleurs fait mention dans le film L'An 01. Ce projet fut abandonné en 1971 par le Conseil de Paris. Il prévoyait de relier les autoroutes du Nord et du Soleil, via le canal asséché jusqu’à la Seine, un nouveau pont rejoignant le boulevard de l'Hôpital et l’avenue d'Italie. Cet axe aurait facilité la desserte des gares du Nord, de l'Est, de Lyon et d’Austerlitz.
En novembre 1973, une étude sur le canal et ses abords est confié à l'atelier parisien d'urbanisme. Il en résulte le 1er octobre 1974, le classement du canal et de son site par le secrétaire d'État à la Culture, Michel Guy. Dans les années 1970, un plan d'urbanisation est mis en place pour rétablir les quais.
Au tournant des années 2000, les quartiers situés au sud-ouest du canal, à proximité de la place de la République connaissent un processus de gentrification accéléré. Entre 1998 et 2012, le prix des loyers y a augmenté plus fortement que dans les arrondissements de l'Ouest parisien. La rue de Marseille voit s'installer des boutiques de luxe prestigieuses. Le processus s'est étendu à l'est du canal dans les années 2010 mais elles ont rapidement transformé leurs boutiques en version « stock », ou fermé.

## Loisirs

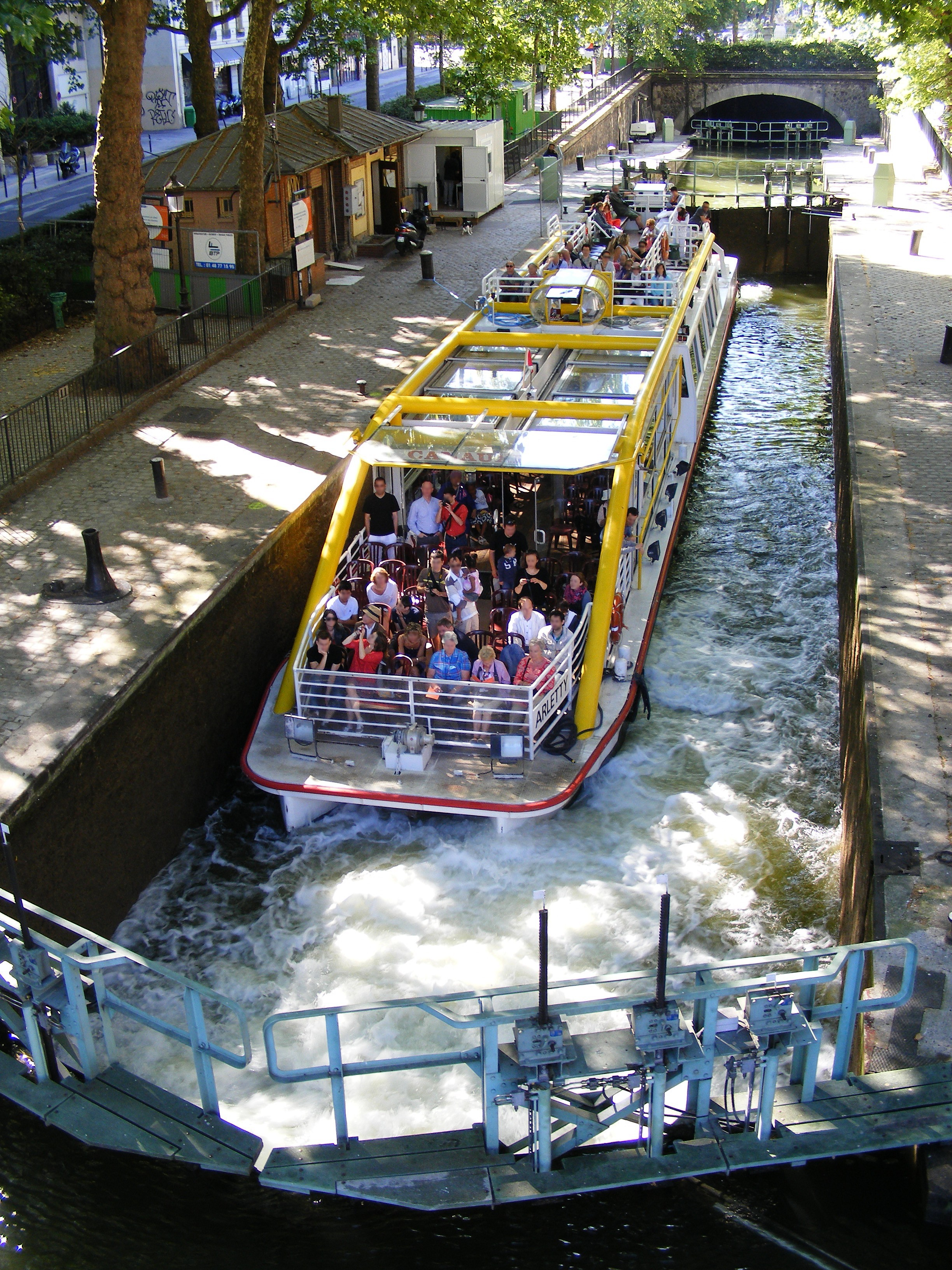
Bateau promenade sur le canal Saint-Martin.

Le canal Saint-Martin sert essentiellement au transport de passagers pour des croisières touristiques et peu pour le transport de marchandises. Il est ouvert 363 jours par an. Ses berges sont également très prisées des Parisiens pour se promener et pique-niquer. Dans le cadre de l'opération « Paris respire » organisée par la Mairie de Paris, les berges sont fermées à la circulation tous les dimanches et jours fériés de 10 h à 20 h du premier dimanche du mois d'avril au dernier dimanche du mois de septembre (heure d'été) et de 10 h à 18 h du premier dimanche du mois d'octobre au dernier dimanche du mois de mars (heure d'hiver), ce qui favorise largement leur réappropriation par les piétons comme par les cyclistes.

## Faune et flore des canaux parisiens
On recense 303 espèces végétales sur l’ensemble du territoire des canaux parisiens, soit une diversité assez faible vu l’étendue de ce territoire, dont une douzaine d'espèces rares : le brome faux-seigle, l’épinard sauvage, la chondrille à tige de jonc, la porcelle glabre, la menthe pouliot, la montie des fontaines, l’herbe-aux-chats, le pavot argémone, l’hydrocharis morène, le laiteron des marais, le rubanier émergé, ou encore le potamot noueux.
On y observe 90 espèces d’oiseaux en période de nidification, dont le héron cendré. L'espèce la plus répandue est le canard colvert.
Parmi les espèces protégées, on trouve des reptiles comme le lézard des murailles ou la couleuvre à collier et des amphibiens, tels que la grenouille verte et la grenouille rousse.

## Asile et sans abris

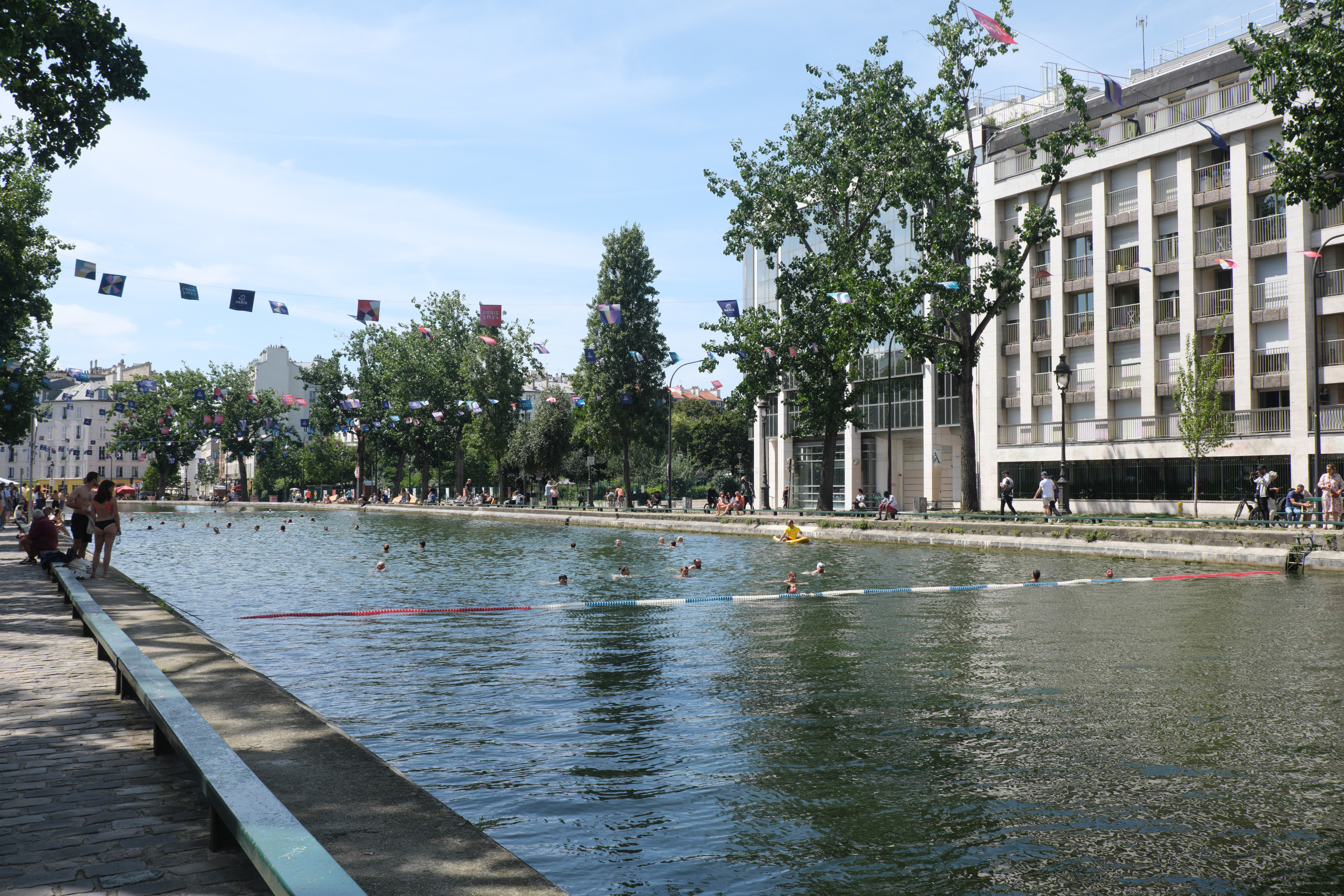
Canal Saint-Martin Paris Plages en 2024.

Le canal est depuis 2006 le lieu d'installation de nombreux réfugiés arrivés en France depuis l'Afghanistan et d'autres pays d'Asie centrale. Ils seraient environ 200 à y dormir, sous des tentes ou à la belle étoile dans l'attente du traitement de leur demande d'asile. Certains d'entre eux tombent sous le coup du règlement Dublin II, ce qui les empêche de déposer immédiatement une demande d'asile en France. Cette situation a été dénoncée par de nombreuses associations dont le Groupe d'information et de soutien des immigrés (Gisti) et le « Collectif des exilés du Xe », l'État ayant l'obligation légale de loger les demandeurs d'asile qui n'ont pas le droit de travailler. Une partie des réfugiés étant mineurs, des associations d'aide à l'enfance se sont aussi saisies du problème, qui persiste cependant.
Le 20 juillet 2010 au petit matin, les CRS, la mairie de Paris et l'association France terre d'asile mènent une opération conjointe pour détruire les camps situés le long du canal.
À la suite de la crise migratoire en Europe, le quai de Jemmapes continue d'accueillir un nombre important de migrants venus d'Asie centrale et du Moyen-Orient,.

## Entretien et maintenance
Le canal Saint-Martin nécessite périodiquement de lourdes opérations d’entretien, concernant notamment ses écluses. Ces ouvrages comportent en effet des pièces mécaniques, hydrauliques et de vantellerie sollicitées à chaque passage de bateau.
Des périodes de chômage sont organisées régulièrement comme en 1876, en 1929, en 1977, à l'automne 1993 ou durant l'hiver 2001-2002. En 2001-2002, les travaux ont permis de collecter et traiter 40 tonnes de déchets.

### Chantier 2016

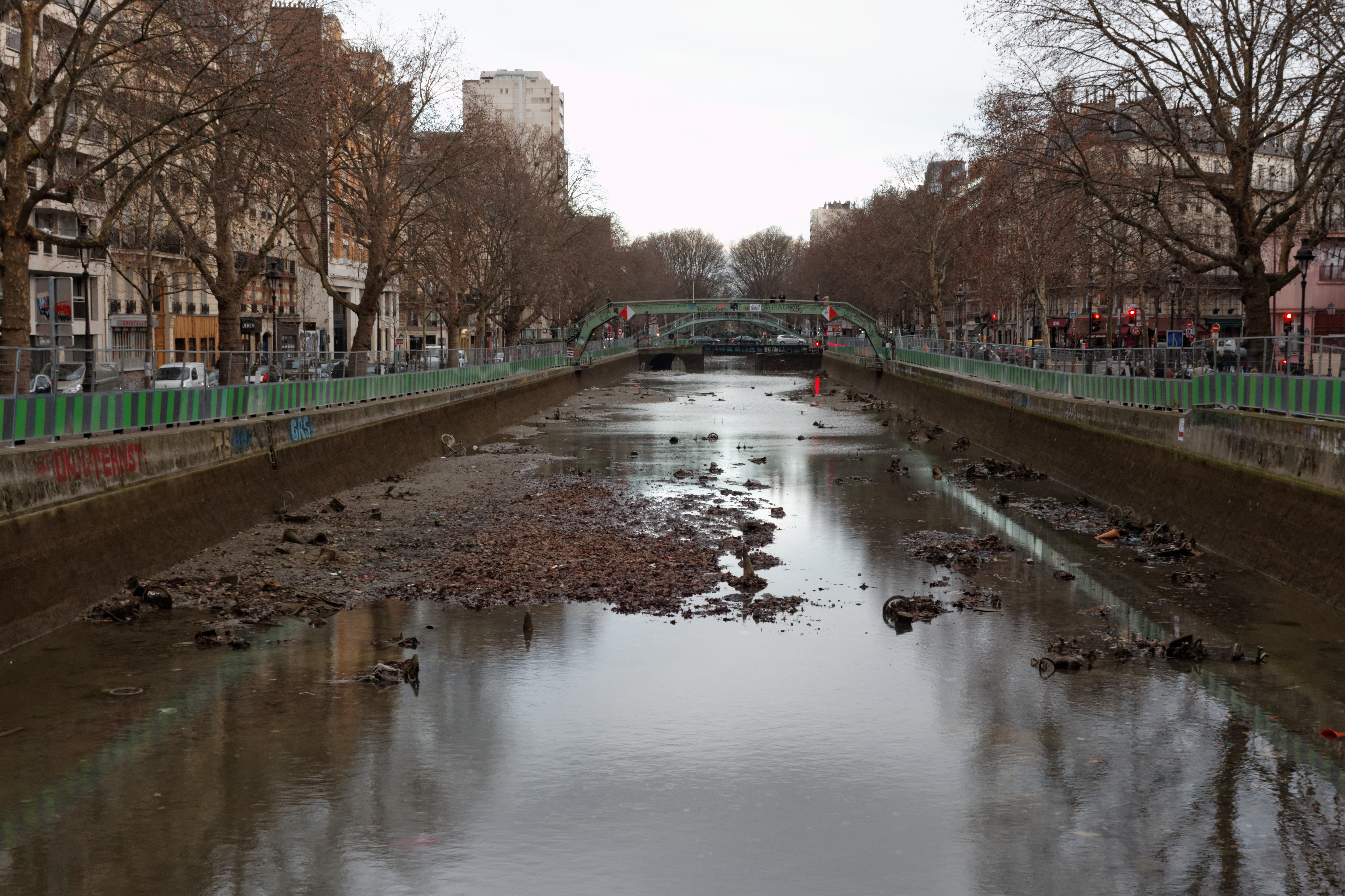
Chômage du canal Saint-Martin le 6 janvier 2016.

Entre le 4 janvier et le début du mois d'avril 2016, des travaux d'entretien et d'amélioration du canal et de ses écluses se sont déroulés en plusieurs étapes comprenant :
- la mise en place d’un barrage étanche en amont (côté bassin de la Villette) et en aval (côté voûte du Temple) ;
- la vidange partielle du canal ;
- une pêche de sauvegarde des poissons qui sont relâchés en amont ou en aval ;
- la vidange totale du canal ;
- l'évacuation des déchets récupérés au fond du lit de l'ouvrage ;
- la réparation des parties abîmées et le nettoyage du canal et des écluses ;
- enfin, la remise en eau.

## Le canal Saint-Martin dans la culture

### Dans la peinture
- Le canal a inspiré Alfred Sisley dans une série de quatre toiles comprenant Le Canal Saint-Martin[25].
- Le canal figure fréquemment dans l’œuvre d'Alfred Courmes et notamment dans ses tableaux Saint-Sébastien à l'écluse Saint-Martin (1974) et La tentation de Saint-Antoine (1980).
- L'artiste Ignace-François Bonhommé représente l'action du général Eugène Cavaignac le 25 juin 1848 au Canal Saint-Martin, dans le cadre d'une commande de l'Assemblée visant à commémorer les principaux évènements et protagonistes de ces journées révolutionnaires.

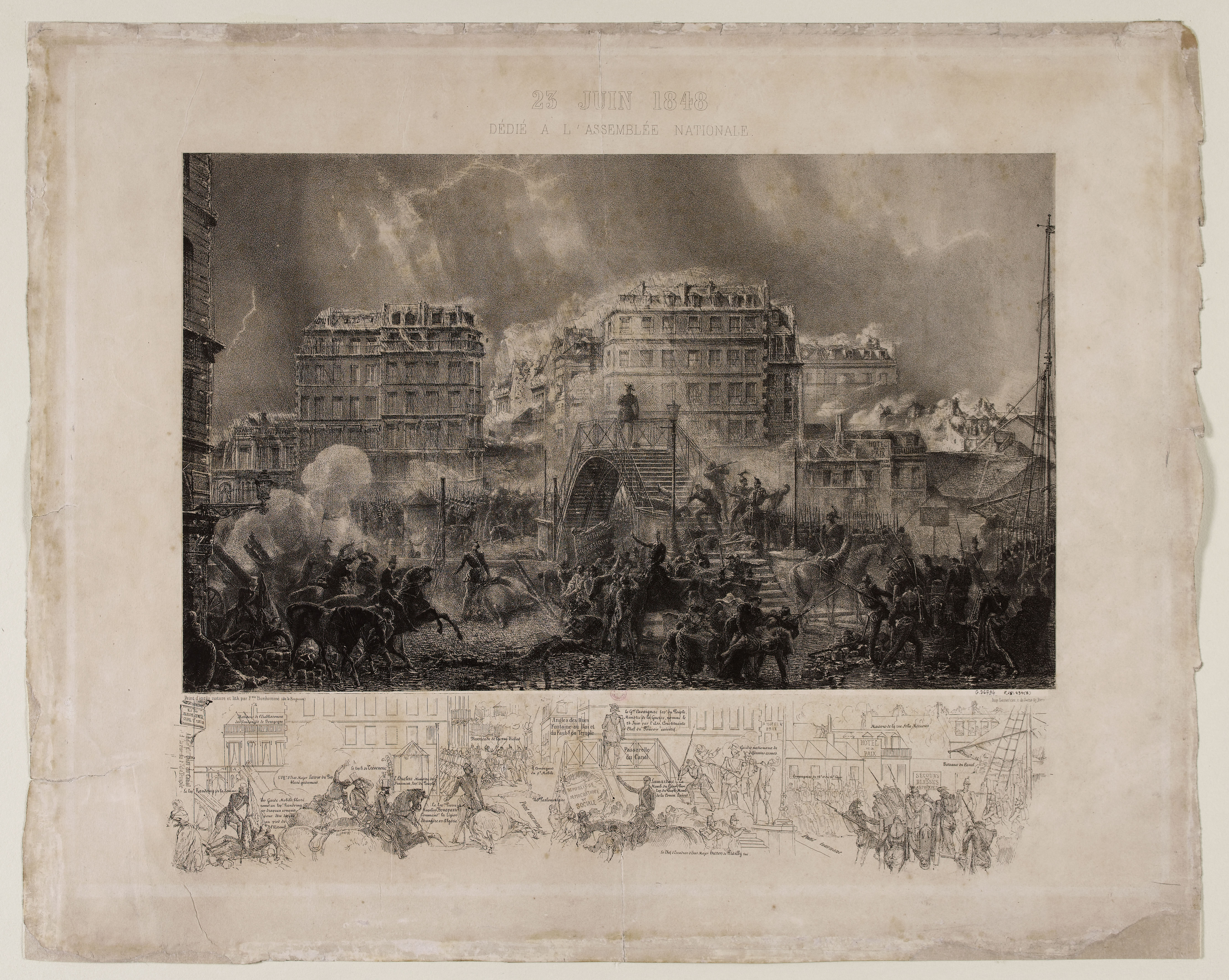
25 juin 1848 dédié à l'Assemblée Nationale, Ignace-François Bonhommé, œuvre aujourd'hui conservée au Musée Carnavalet à Paris
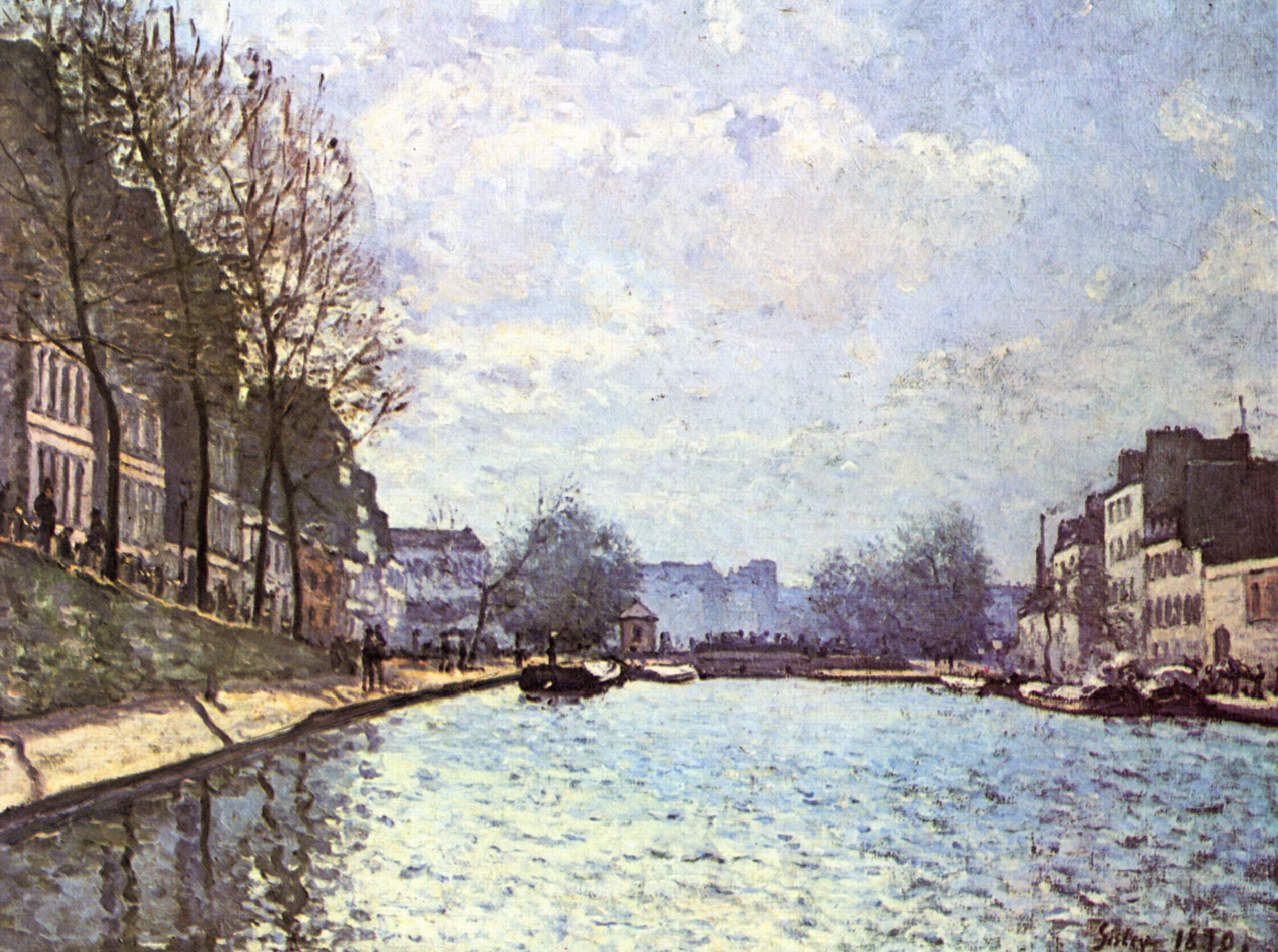
Vue du canal Saint-Martin à Paris, Alfred Sisley, 1870, musée d'Orsay

### Dans la musique
- Les Fatals Picards ont écrit une chanson intitulée Canal Saint-Martin dans leur album « Le Sens de la gravité », sorti en mars en 2009.
- Mano Solo évoque les mariniers du canal Saint-Martin dans sa chanson Chacun sa peine, sortie en 1993 sur l'album La Marmaille nue.
- Édith Piaf évoque le canal Saint-Martin dans sa chanson Les Mômes de la cloche, une chanson de Vincent Scotto et Decaye, musique de Médinger, composée en 1936.
- Michel Polnareff décrit l'action de sa chanson Avec Nini « Près du canal Saint Martin ». La chanson commence par ces mots.
- Les Négresses vertes ont publié l'instrumental Quai de Jemmapes sur leur deuxième album Famille nombreuse en 1991.
- La salle de concert Point Éphémère est située au bord du canal.

### Au cinéma / à la télévision
- 1934 : le canal Saint-Martin apparaît à plusieurs reprises dans le film L'Atalante de Jean Vigo.

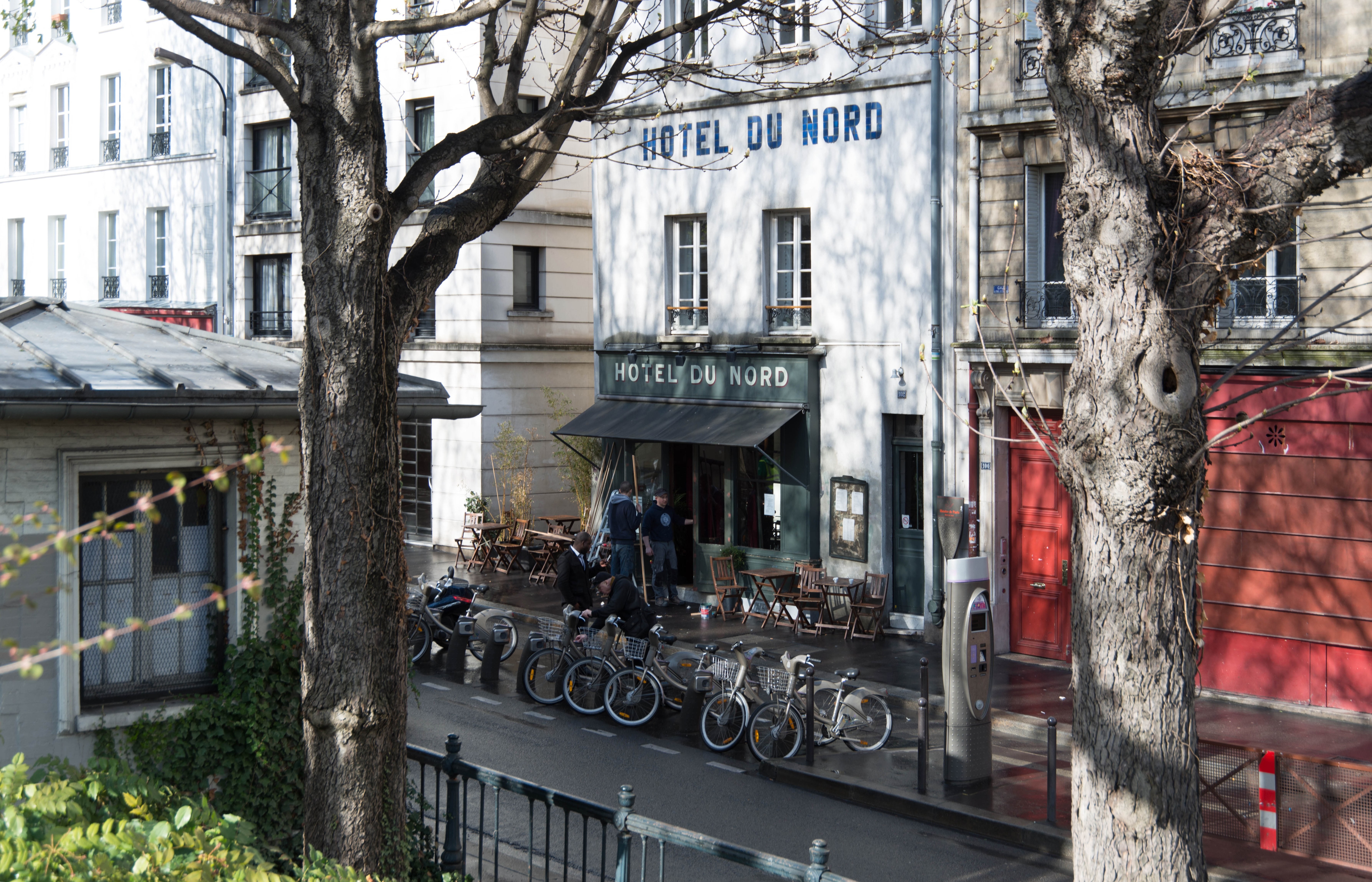
Hôtel du Nord, en 2013.

- Hôtel du Nord, en 2013.1938 : les fameuses scènes d'Arletty et de Louis Jouvet dans Hôtel du Nord de Marcel Carné, d'après le roman d'Eugène Dabit publié en 1929 (film tourné en studio).
- 1969 : plusieurs scènes du film Le Clan des Siciliens d'Henri Verneuil. Sur le quai de Jemmapes, Vittorio Manalese (Jean Gabin) possède une salle de jeu qui lui sert de couverture.
- 1972 :
  - dans Les Malheurs d'Alfred, Pierre Richard et Anny Duperey se rencontrent au début du film en tentant de se suicider dans le canal.
  - dans Le Dernier Tango à Paris de Bernardo Bertolucci, Tom (Jean-Pierre Léaud) demande en mariage Jeanne (Maria Schneider) sur le canal.
- 1975 : le canal Saint-Martin figure également dans le film L'Ibis rouge de Jean-Pierre Mocky, avec Michel Simon dont ce sera le dernier rôle puisqu'il disparaitra quelques jours après la sortie du film[26].
- 1980 : Gérard Courant a réalisé un long métrage documentaire entièrement consacré au canal Saint-Martin, intitulé Vivre est une solution.
- 1986 : dans le film Tenue de soirée de Bertrand Blier, plusieurs scènes se déroulent le long du canal Saint-Martin[27].
- 1997-2009 : dans la série télévisée PJ, le passage Soufflot (fictif) menant au commissariat est situé en contrebas de l'écluse des Récollets, rue Bichat.
- 2001 : des passages du Fabuleux Destin d’Amélie Poulain de Jean-Pierre Jeunet.
- 2005 : Canal, de Nicolas Droin et Prosper Hillairet[28].
- 2006 : La science des rêves de Michel Gondry.
- 2011 :
  - pour les 25 ans du Téléthon, France Télévisions utilise un dispositif inédit et exceptionnel en diffusant plusieurs émissions depuis un bateau qui navigue le long du canal.
  - dans le film Un jour, quand Emma Morley (Anne Hathaway) et Dexter Mayhew (Jim Sturgess) décident enfin de se mettre ensemble.
- 2017 : 
  - dans la série The Affair (saison 3).
  - dans le film Mission impossible : Fallout, l'équipe de Mission Impossible échappe à la course-poursuite grâce à la partie souterraine du canal.
- 2022 : dans la série Emily in Paris (saison 3), l'héroïne (Lily Collins) flâne le long du canal Saint-Martin[29].
- 2024 : lors de la Cérémonie d'ouverture des Jeux olympiques d'été de 2024, dans la séquence vidéo d'ouverture.